# Lithophane washingtonia
Lithophane washingtonia là một loài bướm đêm trong họ Noctuidae.